# Isoneuromyia flavofasciata
Isoneuromyia flavofasciata är en tvåvingeart som beskrevs av Edwards 1940. Isoneuromyia flavofasciata ingår i släktet Isoneuromyia och familjen platthornsmyggor. Inga underarter finns listade i Catalogue of Life.